# Klasztor Kapucynów w Łomży
Klasztor OO. Kapucynów w Łomży – katolicki zespół klasztorny znajdujący się przy ul. Krzywe Koło 3 w Łomży w prowincji warszawskiej.

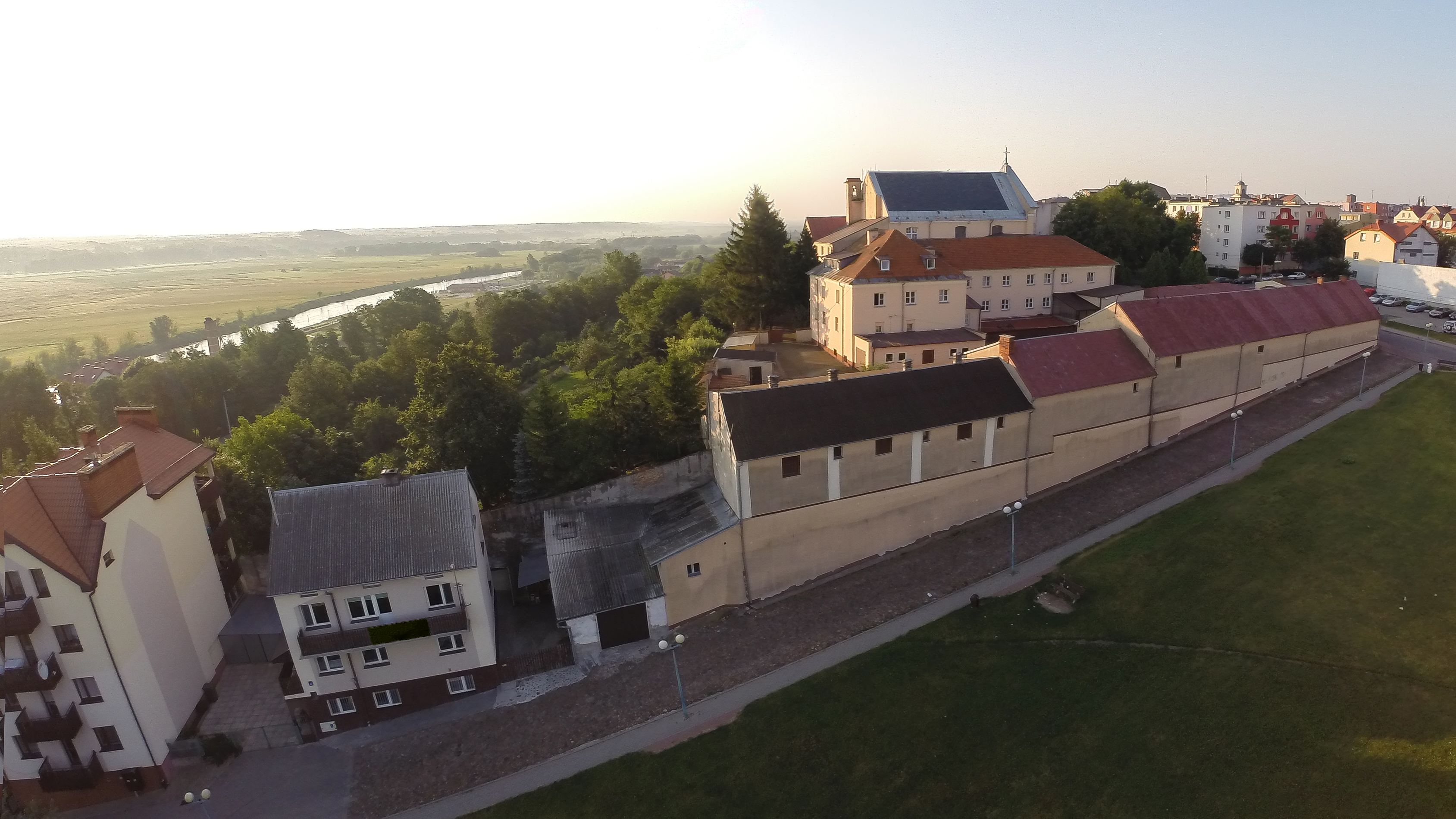
Klasztor o.o. Kapucynów oraz ulica Kapucyńska

Wybudowany w latach 1770–72 w stylu baroku toskańskiego.

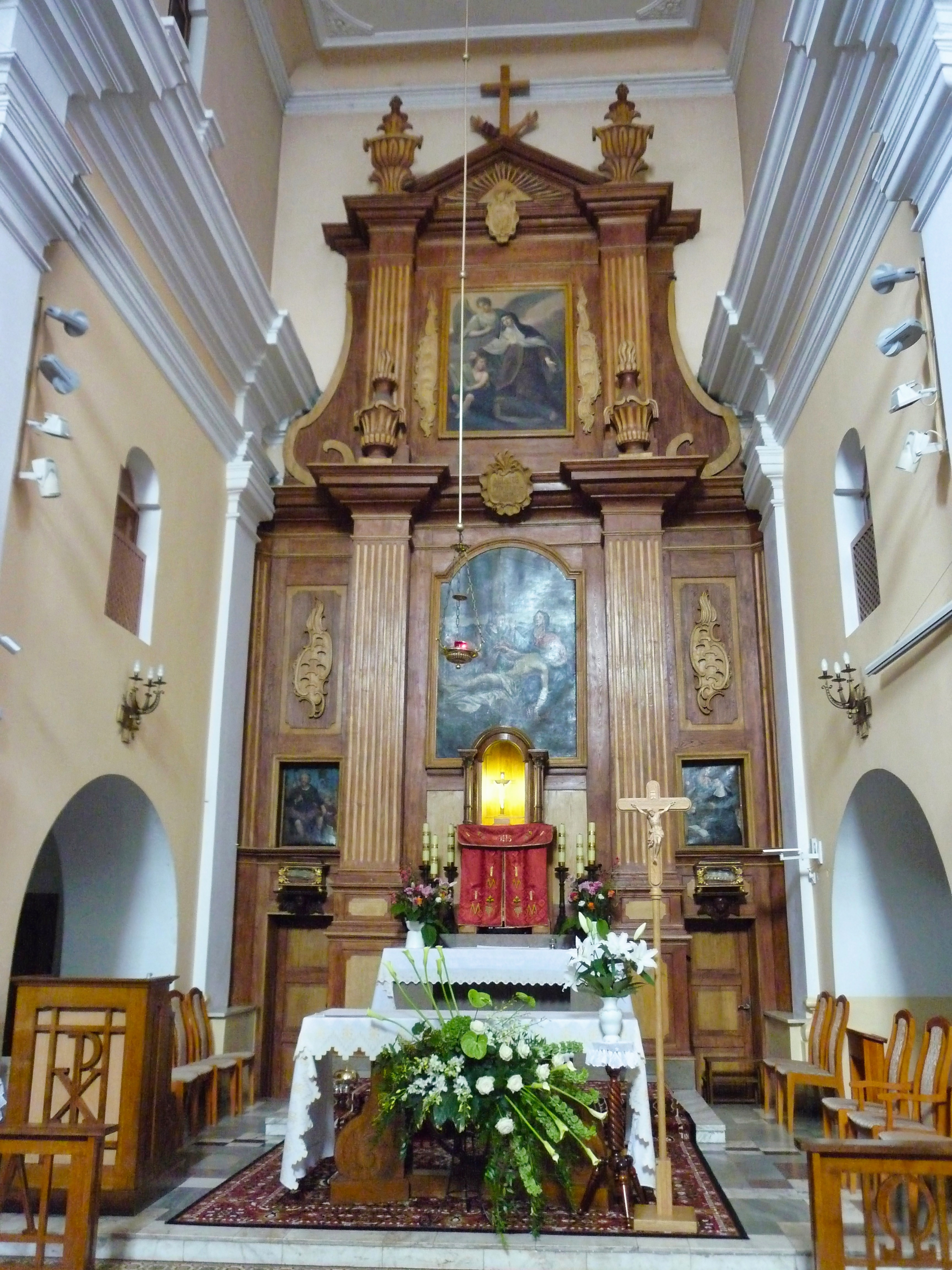
Wnętrze świątyni klasztornej

Klasztor został wzniesiony na skarpie nad Narwią (tzw. Popowa Góra) sumptem księdza Józefa Trzaski kanonika płockiego. Klasztor posiada trzy skrzydła. Na jego wewnętrznym dziedzińcu ustawiono figurkę Matki Boskiej Częstochowskiej.
Świątynię Matki Boskiej Bolesnej dobudowano przy klasztorze w latach 1788–89. Konsekrował ją biskup płocki Onufry Kajetan ze Słupowa Szembek, poświęcając pięć ołtarzy, w których umieszczone relikwie męczenników (św. Specjoza i Kolumbana).
W bocznej kaplicy świątyni znajduje się współczesny obraz przedstawiający bł. o. Honorata Koźmińskiego, kapucyna. W pomieszczeniu przy bocznym wejściu, od kilkudziesięciu lat w okresie Bożego Narodzenia, uruchamiana jest ruchoma szopka.
Proboszczem parafii Matki Boskiej Bolesnej jest o. Mirosław Ferenc, OFM Cap.